# E805
La ruta europea E805 és una carretera que forma part de la Xarxa de carreteres europees. Comença a Braga (Portugal) i finalitza a Chaves (Portugal). Té una longitud de 130 km. Té una orientació d'oest a est.